# Congrès du peuple (1955)
Le Congrès du peuple (Congress of the People en anglais) est le nom d'un sommet anti-apartheid qui s'est tenu le 25 et le 26 juin 1955 à Kliptown en Afrique du Sud. Durant ce sommet, 3 000 délégués représentant plusieurs formations anti-apartheid, réunies au sein de l'Alliance du Congrès, adoptent la Charte de la liberté qui devient dès lors le programme politique, social et économique du Congrès national africain (ANC).

## Déroulement du sommet
Le Congrès du peuple est organisé à Kliptown, un township situé à quarante kilomètres au sud de Johannesbourg, les 25 et 26 juin 1955. Parmi les 3 000 délégués présents à la convention, on dénombre plus de trois cents indiens, deux cents métis et une centaine de blancs.
L'objectif exprimé dans la charte soumise au vote des délégués, comprend l'établissement de droits égaux pour tous et la constitution d'un État démocratique non racial en Afrique du Sud. Outre la fin de toutes les discriminations raciales, la charte réclame également la mise en place d'une réforme agraire, la nationalisation des banques, des mines et des industries en situation de monopole, une réforme en profondeur du droit du travail (la semaine de 44 heures, un salaire minimum, une couverture sociale) ou encore une éducation gratuite et obligatoire, sans distinction de couleur, de race ou de nationalité.
Le congrès est cependant interrompu par la police dans l'après-midi du 26 juin, avant l'adoption du dernier chapitre de la charte. Au cours des mois qui suivent, de nombreuses personnalités de l'ANC et de l'Alliance du Congrès sont arrêtées et 156 personnes, dont Nelson Mandela, inculpées pour haute trahison avant d'être toutes acquittées par les tribunaux.